# Новоивановское сельское поселение (Краснодарский край)
Новоивановское сельское поселение — муниципальное образование в составе Новопокровского района Краснодарского края России. 
В рамках административно-территориального устройства Краснодарского края ему соответствует Новоивановский сельский округ.
Административный центр — станица Новоивановская.

## География
Новоивановское сельское поселение находится в северной части Новопокровского района и граничит с Егорлыкским районом Ростовской области.

## Население
| 2002  | 2010  | 2012  | 2013  | 2014  | 2015  | 2016  |
| ----- | ----- | ----- | ----- | ----- | ----- | ----- |
| 2967  | ↘2520 | ↘2491 | ↘2480 | ↘2441 | ↘2393 | ↘2355 |
| 2017  | 2018  | 2019  | 2020  | 2021  | 2023  |       |
| ↘2350 | ↘2327 | ↘2313 | ↘2312 | ↗2313 | ↘2282 |       |

## Населённые пункты
В состав сельского поселения (сельского округа) входят 2 населённых пункта:
| № | Населённый пункт | Тип населённого пункта | Население (чел.) |
| - | ---------------- | ---------------------- | ---------------- |
| 1 | Новоивановская   | станица                | ↘1654            |
| 2 | Плоская          | станица                | ↘866             |